# Yiannis Kouros
Yiannis Kourous (Γιάννης Κούρος), född 1956, är en grekisk ultramaratonlöpare. Kouros innehade i oktober 2010 världsrekord på följande distanser : 
- 100 miles på landsväg (11:46:37)
- 1000 km på landsväg (5 dagar 20:13:40)
- 1000 km på bana (5 dagar 16:17:00)
- 1000 miles på landsväg (10 dagar 10:30:36)
- 12 timmar på landsväg (162,543 km)
- 12 timmar på bana (162,4 km)
- 24 timmar på landsväg (290,221 km)
- 24 timmar på bana (303,506 km)
- 48 timmar på landsväg (433,095 km)
- 48 timmar på bana (473,49 km)
- 6 dagar på landsväg (1028,370 km)
- 6 dagar på bana (1038,85 km)